# IC MEMO
Mezinárodní výbor památníků a memoriálních muzeí připomínajících zločiny proti lidskosti spáchané státními režimy (IC MEMO) vznikl v roce 2001 na kongresu Mezinárodní organizace muzeí ICOM jako její nová integrální součást. Jeho úkolem bylo od počátku podporovat uchování historických poučení z uvedených zločinů a spolupracovat při vzdělávání o těchto zločinech, podporovat kulturní spolupráci a usilovat o posílení mírových vztahů mezi zeměmi v různých částech světa nebo na místech zvolených především v zájmu připomínání tragických událostí co nejširší veřejnosti.
Společným znakem činností těchto institucí je zachování a předávání dokladů a informací o historických událostech způsobem, který se na jedné straně snaží zachovávat objektivitu při prezentaci historických faktů a událostí, na druhé straně inspirovat k zamyšlení se nad současnými událostmi a aktuálními problémy dnešního světa.

## Členové a aktivity
IC MEMO má institucionální a individuální členy ve všech světadílech, třebaže nadále zůstává jeho hlavní základnou Evropa, také proto, že v popředí jeho dosavadní činnosti stála doposud problematika holocaustu.
Členská shromáždění IC MEMO se konají každoročně na podzim a jsou vždy spojena s mezinárodními vědeckými konferencemi. Konference v roce 2008 a 2009 byly věnovány tématu „Historie a její prezentace v místech nacistických zločinů“. Byly zaměřeny jak na objasnění specifických otázek historie, tak na přiblížení současné práce některých z památníků nacistických zločinů, přičemž zvláštní místo bylo vymezeno jejich vzdělávací činnosti. Jako speciální téma byly v případě obou konferencí zařazeny otázky dnešního vnímání a prezentace významu kultury pro život vězňů.
V roce 2009 byla hostitelem konference a členského shromáždění Česká republika, Památník Terezín. Uskutečnila se ve dnech 14. až 16. září 2009 a účastnili se jí hosté z Polska, Izraele, USA, Německa, Japonska, Francie, Dominikánské republiky, Estonska a hostitelské země – České republiky.

### Mezinárodní názvy
- Comité Internacional para los Museos Conmemorativos de las Victimas de Crimenes Públicos y de lesa humanidad
- International Comittee of Memorial Museums in Remembrance of the Victims of Public Crimes
- Comité international pour les musées à la mémorie des victimes de crimes publics

## Památníky a memoriální muzea připomínající zločiny proti lidskosti spáchané státními režimy v České republice

### Památníky obětí nacistické zvůle
- Památník Lidice[1]
- Památník Ležáky[2]
- Památník Terezín [3]
- Památník romského holokaustu Lety[4]

### Památníky obětí komunistické persekuce
- Památník Vojna u Příbrami[5]

## Projekt Rehabilitace památníků bojů za svobodu, nezávislost a demokracii
Památníky bojů za svobodu, nezávislost a demokracii připomínají dějiny 20. století a především tisíce obětí válečných událostí a dvou totalitních režimů vládnoucích Československé republice celou polovinu tohoto století. Jejich zneužití komunistickým režimem mělo v 90. letech 20. století za následek jejich odsunutí mimo jakýkoli zájem. Zcela zvítězila nechuť věnovat jim jakoukoli péči a starostlivost.
Obnova a rehabilitace památníků byla zajištěna díky systémové péči odboru muzeí a galerií Ministerstva kultury České republiky zahájené na sklonku 90. let 20. století. V roce 1997 byl zpracován projekt „Rehabilitace památníků bojů za svobodu, nezávislost a demokracii“. Zásluhou ministra kultury Pavla Dostála byl tento projekt přeložen vládě České republiky. Vláda projekt schválila 15. března 2000, následným usnesením ze dne 18. července 2001 pak schválila návrh systémového financování rehabilitace památníků od roku 2002 do roku 2009.
Do projektu bylo zařazeno celkem devět památníků, vztahujících se k dějinám 20. století:
1. Národní památník na Vítkově[6]
2. Památník odboje Historického ústavu Armády České republiky[7]
3. Památník Lidice[1]
4. Památník Terezín[3]
5. Památník II. světové války v Hrabyni u Opavy[8]
6. Tábor Vojna u Příbrami [5]
7. Muzeum T. G. Masaryka v Lánech[9]
8. Památník Dr. Edvarda Beneše v Sezimově Ústí[10]
9. Památník Jana Amose Komenského v Naardenu[11]

Program rehabilitace památníků se stal součástí rehabilitace českých dějin a také významným krokem k dokumentaci jevů a událostí nedávných v době, kdy ještě žijí jejich účastníci. Muzea, která památníky spravují, připravila nové expozice, které i z hlediska muzejního výstavnictví patří k tomu nejzajímavějšímu. co je u nás k vidění, vydala řadu publikací, připravila vzdělávací programy a vědomostní soutěže pro děti i pro pedagogy. V neposlední řade byly vytvořeny metodické předpoklady, jak rehabilitovat další památníky nezařazené do programu, i když jejich význam mimořádný.

## Národní kulturní památky – památky pietního charakteru

### Vyhlazené vesnice, vyvraždění obyvatelé
- Lidice, areál
- Miřetice, pietní území Ležáků
- Javoříčko, Památník obětí II. světové války
- Drnovice, Památník protifašistického odboje v Ploštině

### Popraviště – místo utrpení
- Praha 8 – Kobylisy, Památník protifašistického odboje
- Pardubice, pietní území „Zámeček“
- Praha 1 – Nové Město, Petschkův palác, čp. 929
- Brno, Kounicovy vysokoškolské koleje s památníkem Vítězství nad fašismem

### Vězení – tábor
- Brno, hrad a pevnost Špilberk[12]
- Pevnost Terezín

### Vítězství husitů; hrob neznámého vojína a památník československých legionářů
- Praha 3 – Žižkov, Národní památník na Vítkově s hrobem neznámého vojína

### Padlí bitvy na Bílé hoře
- Praha 6 – Liboc, bojiště bitvy na Bílé Hoře s mohylou a letohrádek Hvězda s oborou

### Oběti II. světové války – boje – padlí osvoboditelé
- Morávka, Památník partyzánského hnutí „Noční přechod“
- Ostrava, Památník Rudé armády – mauzoleum
- Životice, Památník obětem nacistického teroru[13]

### Komunistické likvidační centrum – pracovní tábor
- Rudá věž smrti v Ostrově

### Neštěstí – sociální útlak
- Osek, pomník obětem katastrofy na dole Nelson